# Campostoma pauciradii
Campostoma pauciradii är en fiskart som beskrevs av Burr och Cashner, 1983. Campostoma pauciradii ingår i släktet Campostoma och familjen karpfiskar. Inga underarter finns listade.